# モンゴル出身横綱一覧
モンゴル出身横綱一覧（モンゴルしゅっしんよこづないちらん）ではモンゴル出身の横綱一覧である。

## モンゴル出身の横綱一覧
- 朝青龍
- 白鵬
- 日馬富士
- 鶴竜
- 照ノ富士
- 豊昇龍

（太字の力士は、2025年1月場所終了現在において現役力士である。）

## モンゴル出身横綱の主な横綱実績
2025年1月場所終了現在
- 第68代横綱・朝青龍
  - 横綱在位：42場所（2003年3月場所−2010年1月場所・歴代9位）
  - 史上8人目の番付上1人横綱（在位期間最長）
  - 優勝：25回（歴代4位）
  - 全勝優勝：5回（歴代6位タイ）
  - 連続優勝：7連覇（白鵬と並んで歴代1位タイ）
  - 最高連勝記録：35連勝（歴代5位）
  - 連続全勝優勝：2場所（歴代3位タイ・15日制以降では歴代2位タイ）
  - 史上9人目の全6場所制覇
  - 史上唯一の年間完全制覇（2005年）
  - 年間最多勝：5回（貴乃花と並んで歴代4位タイ）
  - 年間最多勝最高成績：84勝6敗（2005年・歴代2位）
  - 年間最多勝連続年数：5年（2002年−2006年・大鵬、北の湖に並んで歴代2位タイ）
  - 幕内初顔連勝記録：34連勝（歴代1位）

- 第69代横綱・白鵬
  - 横綱在位：84場所（2007年7月場所−2021年9月場所・歴代1位）
  - 史上9人目の番付上1人横綱（全2回・在位期間3位）
  - 優勝：45回（歴代1位）
  - 全勝優勝：16回（歴代1位）
  - 連続優勝：7連覇（朝青龍と並んで歴代1位タイ）
  - 最高連勝記録：63連勝（歴代2位）
  - 連続全勝優勝：4場所（歴代2位・15日制以降では歴代1位）
  - 史上10人目の全6場所制覇
  - 史上唯一の全6場所全勝制覇
  - 年間最多勝：10回（歴代1位）
  - 年間最多勝最高成績：86勝4敗（2009年、2010年・歴代1位）
  - 年間最多勝連続年数：9年（2007年−2015年・歴代1位）
  - 史上3人目の通算勝星1000勝以上達成
  - 史上唯一の幕内勝星1000勝以上達成
  - 史上唯一の横綱勝星800勝以上達成
  - 史上唯一の横綱出場1000回以上達成
  - 幕内初顔連勝記録：28連勝（歴代2位タイ）

- 第70代横綱・日馬富士
  - 横綱在位：31場所（2012年11月場所−2017年11月場所・歴代12位）
  - 優勝：9回（歴代15位タイ）
  - 全勝優勝：3回（歴代10位タイ）
  - 最高連勝記録：32連勝（歴代6位）
  - 連続全勝優勝：2場所（歴代3位タイ・15日制以降では歴代2位タイ）

- 第71代横綱・鶴竜
  - 横綱在位：41場所（2014年5月場所−2021年3月場所・歴代10位）
  - 優勝：6回（歴代21位タイ）

- 第73代横綱・照ノ富士
  - 横綱在位：21場所（2021年9月場所−2025年1月場所）
  - 史上10人目の番付上1人横綱（在位期間2位）
  - 優勝：10回（歴代11位タイ）
  - 全勝優勝：1回（歴代18位タイ）
  - 史上11人目の全6場所制覇
  - 最高連勝記録：23連勝（歴代39位タイ）
  - 新三役から2場所通過での大関昇進（1場所15日制以降では史上唯一・関脇2場所）
  - 元大関の平幕優勝：史上2人目
  - 再入幕優勝：史上2人目
  - 幕尻優勝：史上3人目
  - 特例なしでの大関復帰：史上2人目
  - 序二段陥落からの大関復帰：史上唯一
  - 関脇以下の地位での優勝回数：3回（歴代1位）
  - 大関陥落からの横綱昇進：史上2人目
  - 序二段陥落からの横綱昇進：史上唯一

- 第74代横綱・豊昇龍
  - 横綱在位：場所（2025年3月場所−）
  - 史上11人目の番付上1人横綱
  - 優勝：2回

（太字の力士は、2025年1月場所現在において現役力士である。）